# Sh2-124
Sh2-124 è una grande nebulosa a emissione visibile nella costellazione del Cigno.
Si individua sul bordo nordoccidentale della costellazione, lungo la Via Lattea, a est della coppia di stelle ρ1 Cygni e ρ2 Cygni; il periodo più indicato per la sua osservazione nel cielo serale ricade fra i mesi di luglio e dicembre ed è notevolmente facilitata per osservatori posti nelle regioni dell'emisfero boreale terrestre.
Sh2-124 è un esteso ed enigmatico sistema nebuloso, legato alla sorgente infrarossa RAFGL 2789, la quale è identificata con la controparte stellare nota come V645 Cygni, probabilmente una stella di classe O o una stella Ae/Be di Herbig. Il complesso è situato probabilmente all'interno del Braccio di Orione alla distanza di circa 2600 parsec (circa 8480 anni luce); benché questa sia la stima di distanza maggiormente accettata, sono state proposte distanze fino a 4500 parsec. Se la stima di 2600 parsec è corretta, questa nebulosa potrebbe trovarsi in una regione inter-braccio o a ridosso del bordo interno del Braccio di Perseo, in primo piano rispetto all'associazione Cepheus OB1.
Le stelle principali responsabili della ionizzazione dei gas della nebulosa sarebbero una stella blu di classe spettrale O7V e una stella azzurra di classe B2V, cui se ne aggiungerebbero forse delle altre. La nebulosa ospita processi di formazione stellare ed è infatti inserita nel Catalogo Avedisova come oggetto numero 1220; al suo interno sono state individuate alcune sorgenti infrarosse, cinque delle quali identificate dal satellite IRAS. Sono stati inoltre rilevati due maser, uno con emissioni H2O centrato sulla componente V645 Cygni e uno con emissioni CH3OH.